# Корпоративное телевидение
Корпоративное телевидение — это комплекс технических средств — программных и аппаратных, организационных мероприятий и человеческих ресурсов, предназначенных для осуществления телевизионного вещания, тематически связанного с деятельностью той или иной организации, учреждения или предприятия.

## Способы технической реализации
Техническая реализация современного корпоративного телевидения может быть различной:
1. «Классический» вариант — передача ТВ-сигнала (в метровом или дециметровом диапазоне радиоволн) от источника (например, DVD-плеера) по коаксиальному кабелю на устройства усиления/распределения сигнала и далее на ТВ приёмники, установленные в местах наибольшей посещаемости: на проходных, в столовых и кафе, в вестибюлях и т. д.. ТВ-сигнал может быть как аналоговым, так и цифровым — DVB-T, DVB-S. Данный вариант предназначен, в основном, для использования в пределах ограниченной территории предприятия, так как передача ТВ-сигнала по кабелю на большие расстояния требует создания и поддержания дорогостоящей инфраструктуры. Отличительной особенностью
2. Т. н. «Web-телевидение» — подборка видеоматериалов, размещённых на интернет- или интранет-сайтах организации. Компания может ограничить или, наоборот, обеспечить широкий общий доступ к данным материалам, превращая данный ресурс в средство взаимодействия со внутренней или внешней аудиторией соответственно.
3. Комбинация 1 и 2 вариантов, при этом основными компонентами системы корпоративного телевидения являются интернет- или интранет-порталы, локальная вычислительная сеть (IP-сеть) для передачи видеопотоков и ТВ-приёмники. Данный подход сочетает в себе лучшие качества обоих вариантов: он предоставляет возможность просмотра видеоматериалов персоналу, не имеющему доступа на рабочем месте к персональным компьютерам (программа для данных сотрудников отображается на ТВ-приёмниках); сотрудникам офисов и управленческому персоналу — просмотр видео на своих ПК непосредственно на рабочем месте; внешней аудитории — доступ к материалам на сейте предприятия.